# Tipula subsignata
Tipula subsignata är en tvåvingeart. Tipula subsignata ingår i släktet Tipula och familjen storharkrankar.

## Underarter
Arten delas in i följande underarter:
- T. s. cazorla
- T. s. subsignata